# Redemptoristinnen
De Redemptoristinnen vormen de vrouwelijke tak van de congregatie der Redemptoristen.

## Geschiedenis
Deze tak werd gegrondvest door Giulia Crostarosa, die leefde van 1696-1755. Haar kloosternaam was Maria Celesta. Het eerste klooster werd gesticht in 1731, te Scala.
Vanuit Italië breidde de congregatie zich uit naar Oostenrijk. In 1848 was daar een revolutie en de zusters moesten vanuit Wenen vluchten. Via Keulen kwam een deel van de zusters in Aken, waar ze onderdak vonden bij de Elisabethinnen en in 1848 betrokken ze een huis te Gulpen. In 1851 betrokken ze het voor hen gebouwde klooster Mariëndaal te Wittem. In 1858 werd een tweede klooster te Velp betrokken. Dit kwam tot stand door uit Brugge afkomstige zusters. In 1874 werd vanuit Wittem een klooster te Sambeek gesticht. In 1993 sloot het klooster te Sambeek. De nog overgebleven zusters vertrokken naar het kloosterverzorgingshuis Sint-Anna te Boxmeer.
Gedurende de 20e eeuw verspreidde de congregatie zich wereldwijd. In 1937 telde de orde nog 27 kloosters en een 800-tal zusters.

## Bijzonderheden
Bijzonder is de kleding van de zusters. Ze dragen een rood habijt met daaroverheen een blauwe mantel. Op de borst dragen ze een rood scapulier. De rode kleur, die de liefde van God symboliseert, heeft de zusters de bijnaam rode nonnen gegeven.
De zusters leven in clausuur. Toch zijn er enkele zusters (buitenmeisjes) die het contact met de buitenwereld onderhouden als portierster en als contactpersoon met gasten. Deze taak rouleert om de drie jaar.